# السجلات الأمريكية للصم
السجلات الأمريكية للصم أو حوليات مجلة أنالز الأمريكية للصم (بالإنجليزية: American Annals of the Deaf) هي مجلة أكاديمية محكّمة تصدر بشكلٍ فصلي مع عدد مرجعي سنوي إضافي.
تنشر المجلة من قبل دار نشر جامعة غالوديت في واشنطن العاصمة، وقد تأسست لأول مرة عام 1847 تحت عنوان American Annals of the Deaf and Dumb، وتم تغيير الاسم إلى العنوان الحالي في عام 1886 مع إصدار المجلد 31، العدد 4. استمرت المجلة في النشر دون انقطاع منذ تأسيسها، باستثناء فترة توقفت خلالها بين عامي 1861 و1868 بسبب الحرب الأهلية الأمريكية.
المجلة تُعد «المنبر الرسمي لمجلس معلمي الصم الأمريكيين (CAID) ومؤتمر مديري المدارس والبرامج التعليمية الخاصة بالصم (CEASD)».

## المحررون
| المحرر              | سنوات الخدمة |
| ------------------- | ------------ |
| لوزيرن راي          | 1847–1861    |
| إدوارد ألين فاي     | 1870–1920    |
| إيرفينغ إس. فوسفيلد | 1920–1966    |
| ناشر=Arch           |              |